# فرانچسکو کارنلوتی
فرانچسکو کارنلوتی (ایتالیایی: Francesco Carnelutti؛ ‏ ۸ آوریل ۱۹۳۶ – ۲۶ نوامبر ۲۰۱۵) یک هنرپیشه اهل ایتالیا بود.
از فیلم‌ها یا برنامه‌های تلویزیونی که وی در آن نقش داشته‌است می‌توان به رمز داوینچی، سازمان مخفی آسیزی، مسیح جوان و ابریشم اشاره کرد.